# NGC 5541
NGC 5541, auch NGC 5541-1 genannt, ist eine 12,7 mag helle spiralförmige Radiogalaxie vom Hubble-Typ Sbc im Sternbild Bärenhüter nördlich des Himmelsäquators und etwa 348 Millionen Lichtjahre von der Milchstraße entfernt.
Sie bildet zusammen mit dem Nicht-NGC-Objekt PGC 4540101 (NGC 5541-2) ein wechselwirkendes Galaxienpaar und wurde am 29. April 1788 vom deutsch-britischen Astronomen Wilhelm Herschel mit einem 18,7-Zoll-Spiegelteleskop entdeckt, der sie dabei mit „vF, vS, lE“ beschrieb.